# تشارلز روفوس غود
تشارلز روفوس غود هو فلاح وسياسي أسترالي، ولد في 27 أبريل 1844، وتوفي في 4 أغسطس 1913. نشط حزبياً في National Defence League (Australia) ‏. وقد انتخب عضو المجلس النيابي لجنوب أستراليا ‏ عن دائرة Electoral district of Burra ‏ وقد انضم خلال فترته النيابية (25 أبريل 1896 – 28 أبريل 1899) للكتلة البرلمانية National Defence League (Australia) ‏.